# Pfarrkirche Ernen
Die Pfarrkirche von Ernen ist dem heiligen Georg geweiht. Das heutige Bauwerk entstand zwischen 1510 und 1518. Es gab allerdings einen Vorgängerbau, der ins 11. Jahrhundert zurückverfolgt werden kann. Die Kirche ist denkmalgeschützt, und zwar im mittleren Schutzstatus (B-Objekt).

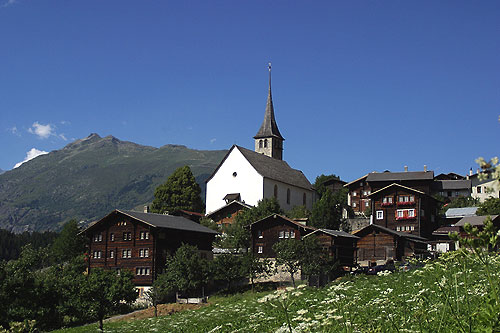
Pfarrkirche St. Georg in Ernen

## Geschichte
Der Vorgängerbau wurde erstmals 1214 in einer Urkunde bezeugt, in der für die Kirche ein Priester erwähnt wird. Seit 1311 ist das Patrozinium des heiligen Georg nachgewiesen. Es wurden zwischen 1964 und 1968 archäologische Ausgrabungen durchgeführt, die unter der Leitung von Hans Rudolf Sennhauser von Zurzach standen. Bei diesen stiess man im Kirchenschiff zwar auf spärliche, aber sehr aussagekräftige Fragmente einer dreischiffigen Basilika des frühromanischen lombardischen Typs. Diese stammt mit grösster Wahrscheinlichkeit aus dem 11. Jahrhundert und hat Ähnlichkeit mit der Kirche von Ardon. Die Basilika besass eine hervortretende Apsis mit zwei Nebenapsiden. Es gab zwei Pfeiler, die von Arkaden überspannt worden sein müssen, sowie einen dreiachsigen inneren Narthex, der vermutlich eine Empore trug. Jüngere Funde lassen darauf schliessen, dass die Basilika in eine Kirche ohne Pfeiler und Narthex umgebaut wurde. Es wurde auch nachträglich ein an der rechten Apsis vorspringender Turm angebaut. Von diesem ist bekannt, dass die Glockenstube 1503 neu gezimmert wurde. Trotzdem wurde der Turm ersetzt und zwischen 1510 und 1511 von Grund auf an andere Stelle neu erbaut (der alte Standort befand sich auf dem Podest in der Südwestecke des heutigen Schiffes). Der Turmneubau bildet zugleich den Startschuss zum Neubau der Kirche. Der Chor umschliesst nun die gesamte Fläche der ehemaligen Basilika. Der neue Chor wurde östlich angefügt. Als Baumeister ist der Prismeller Ulrich Ruffiner aus Raron überliefert. Sein Meisterzeichen findet sich unter anderem zusammen mit der Jahreszahl 1518 an einer Rippenkonsole der linken Chorwange. Am 15. Januar 1525 wurde die Kirche durch den Weihbischof Petrus Farfeni, Titularbischof von Beyruth (Berytensis), konsekriert.

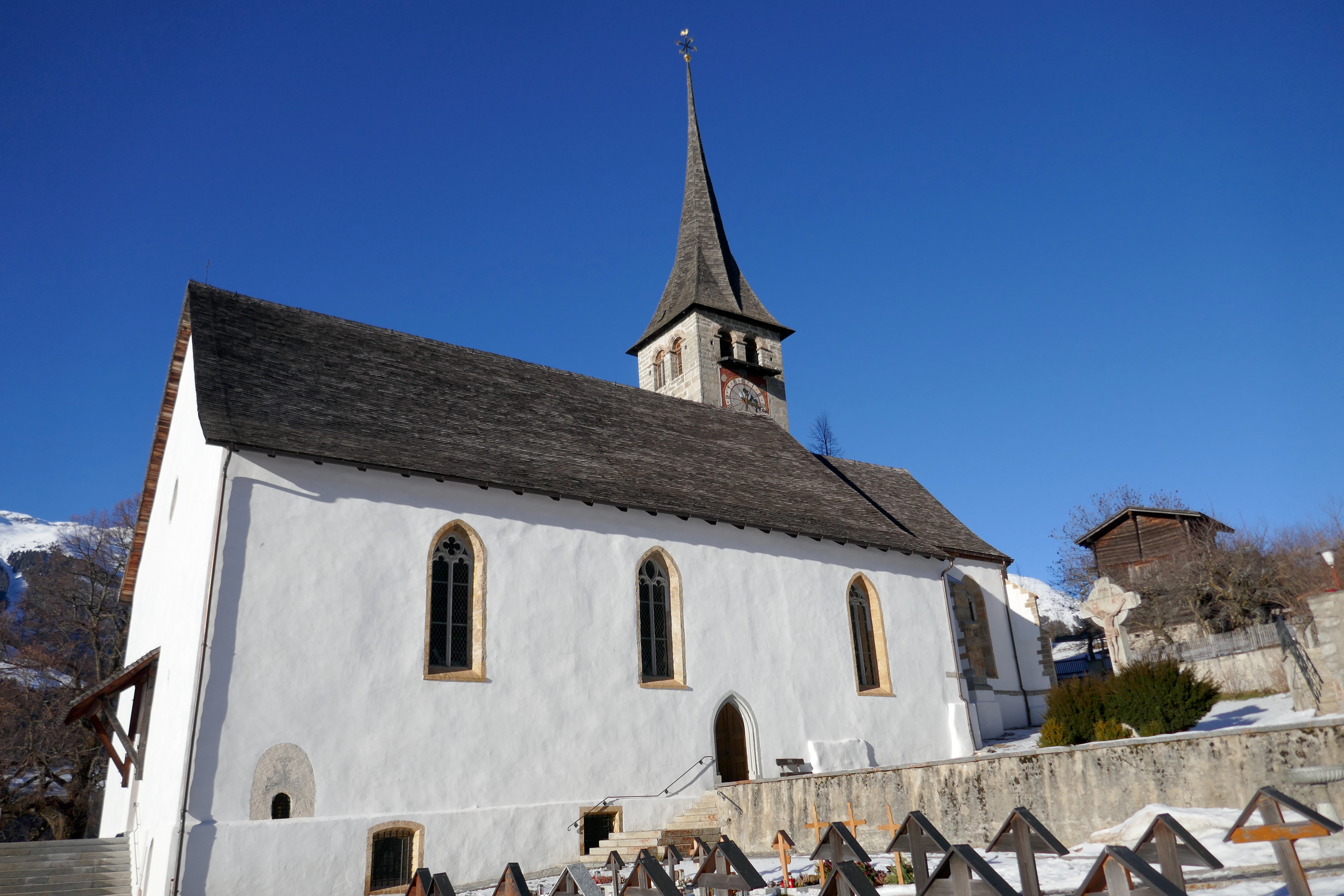
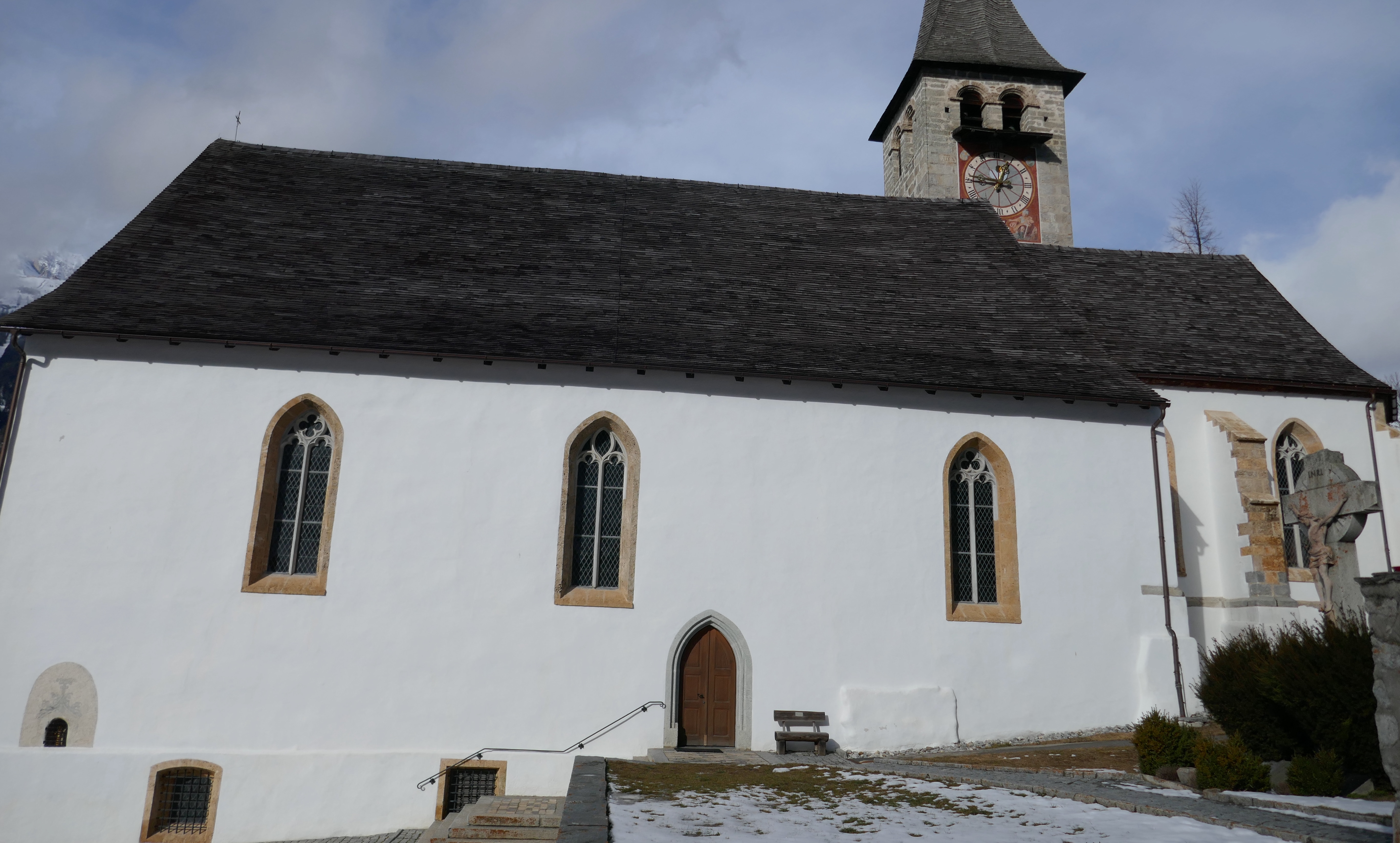
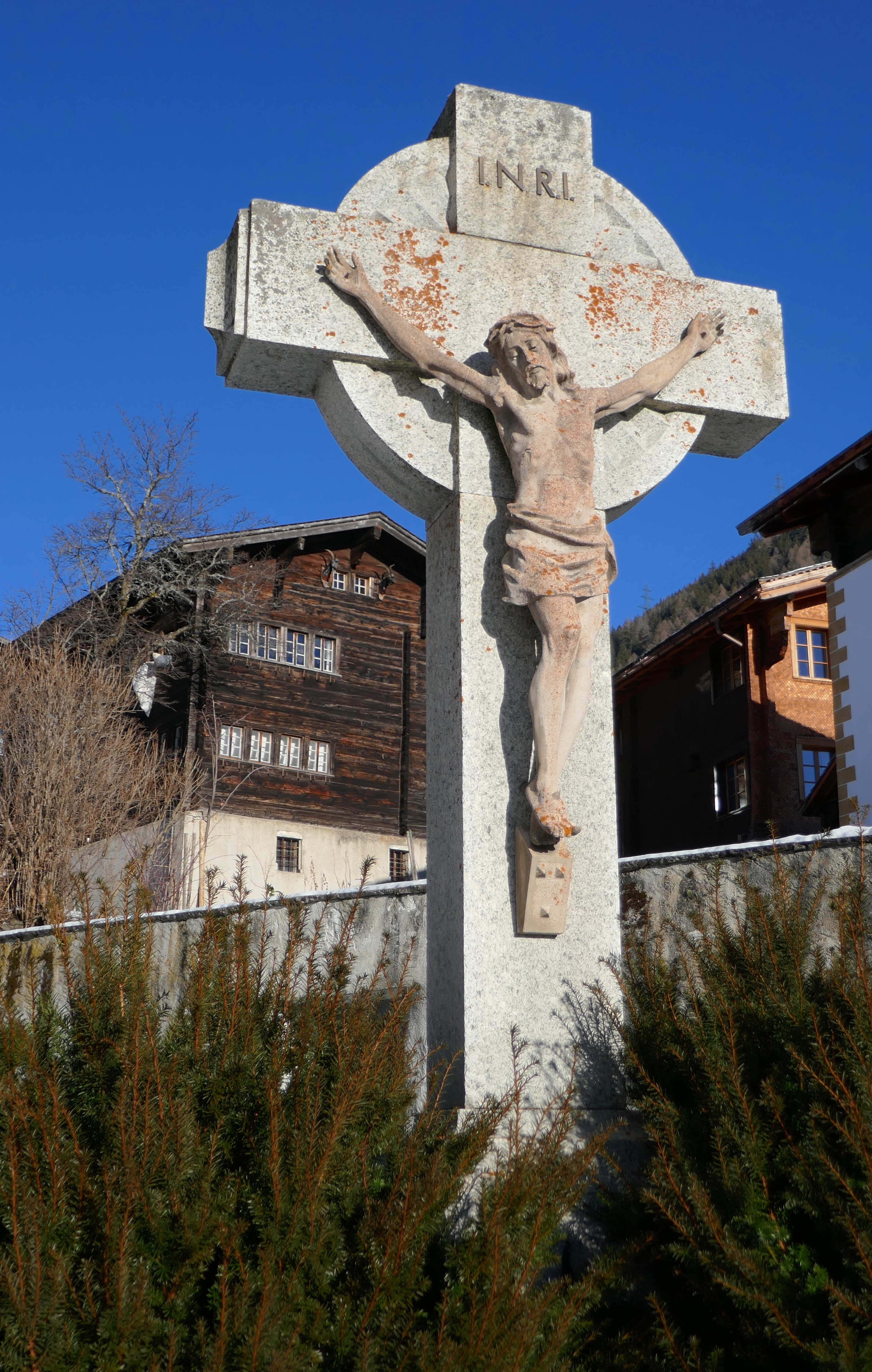
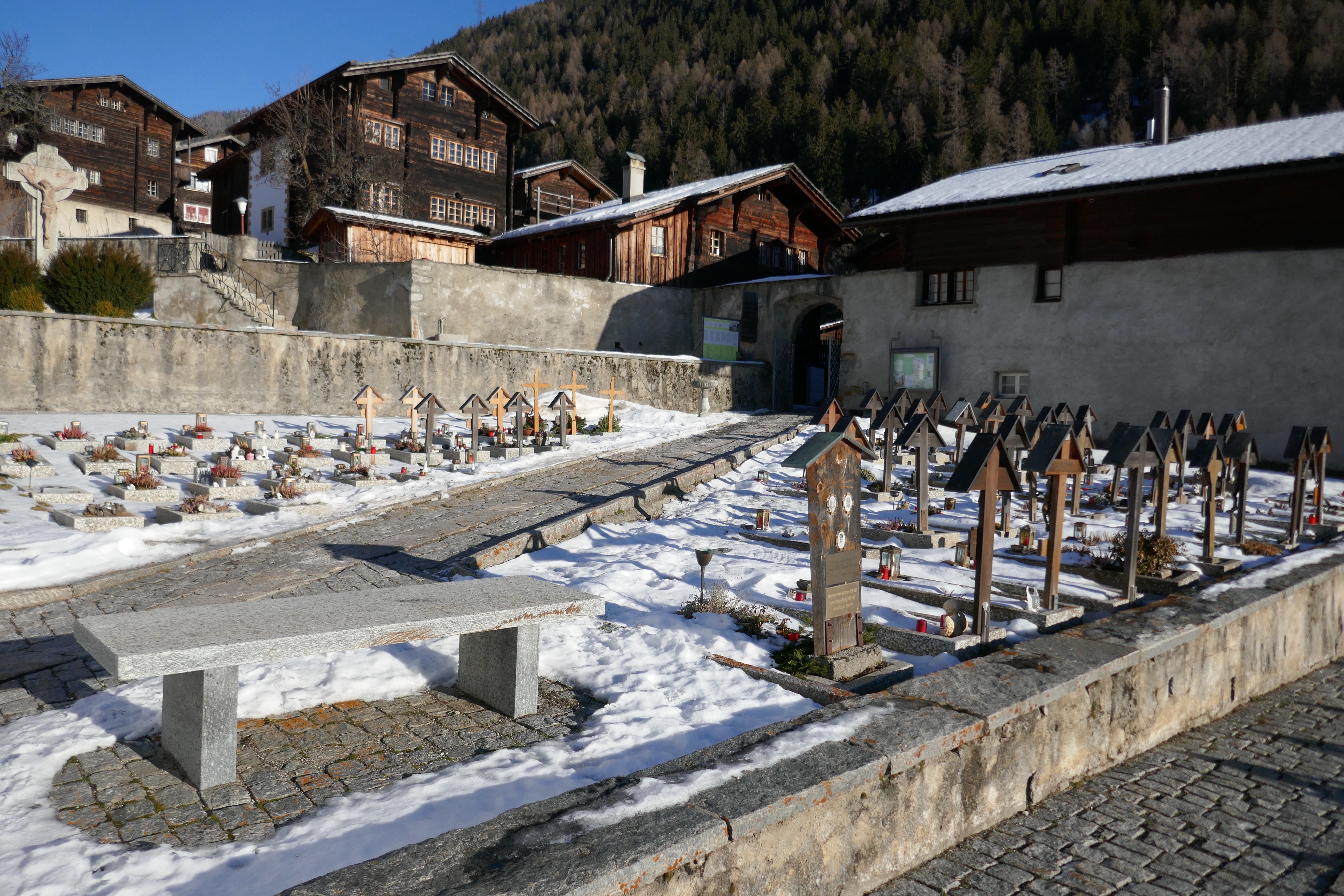
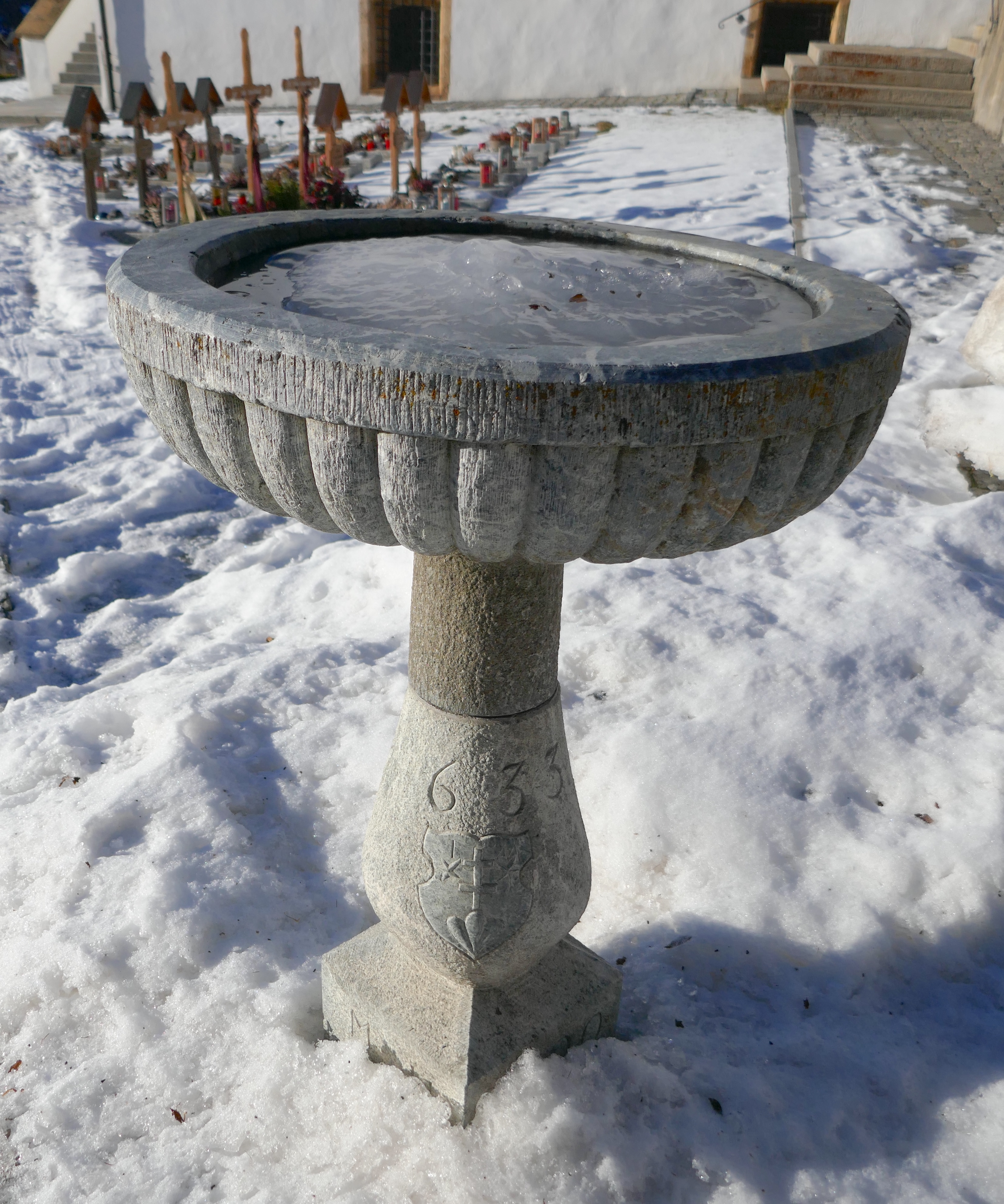
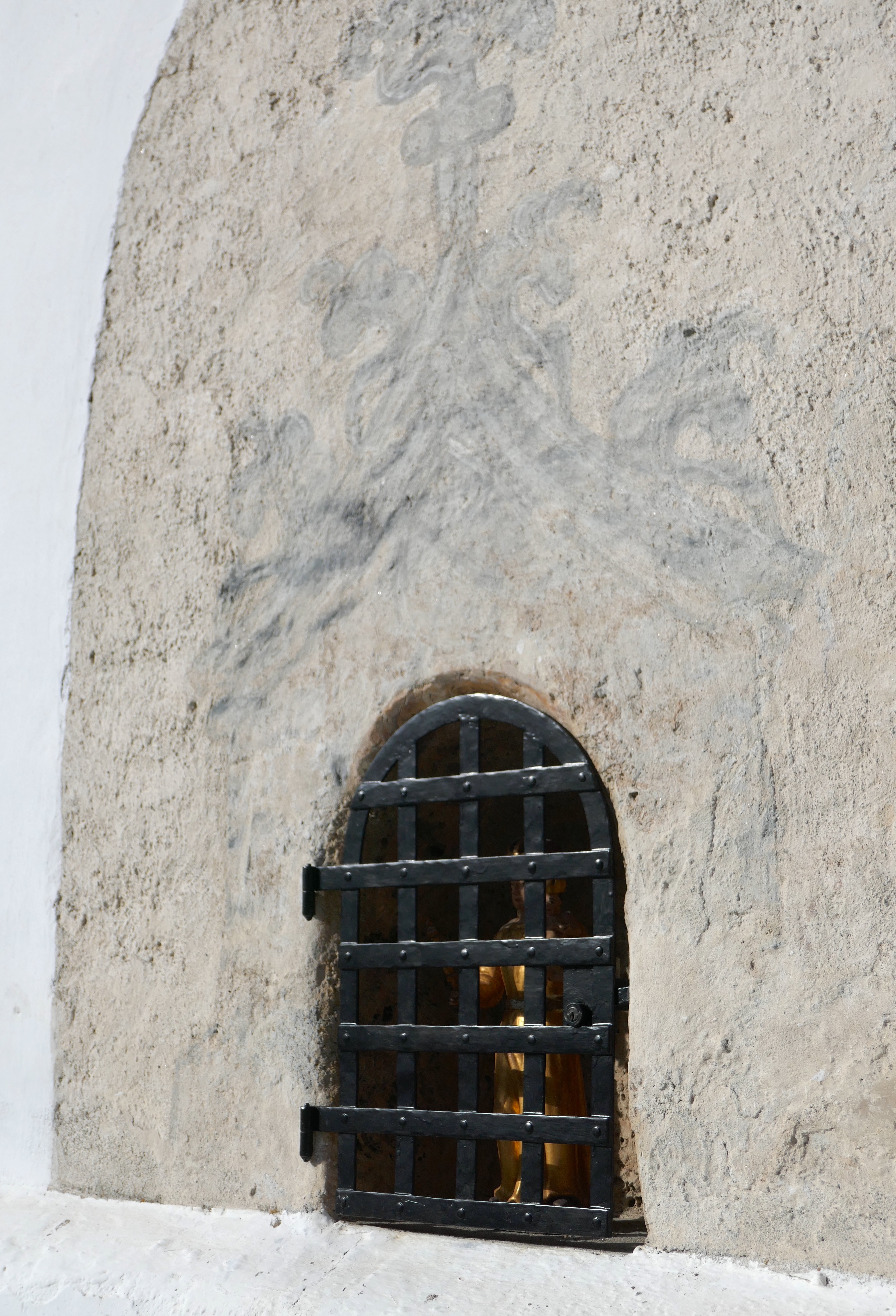
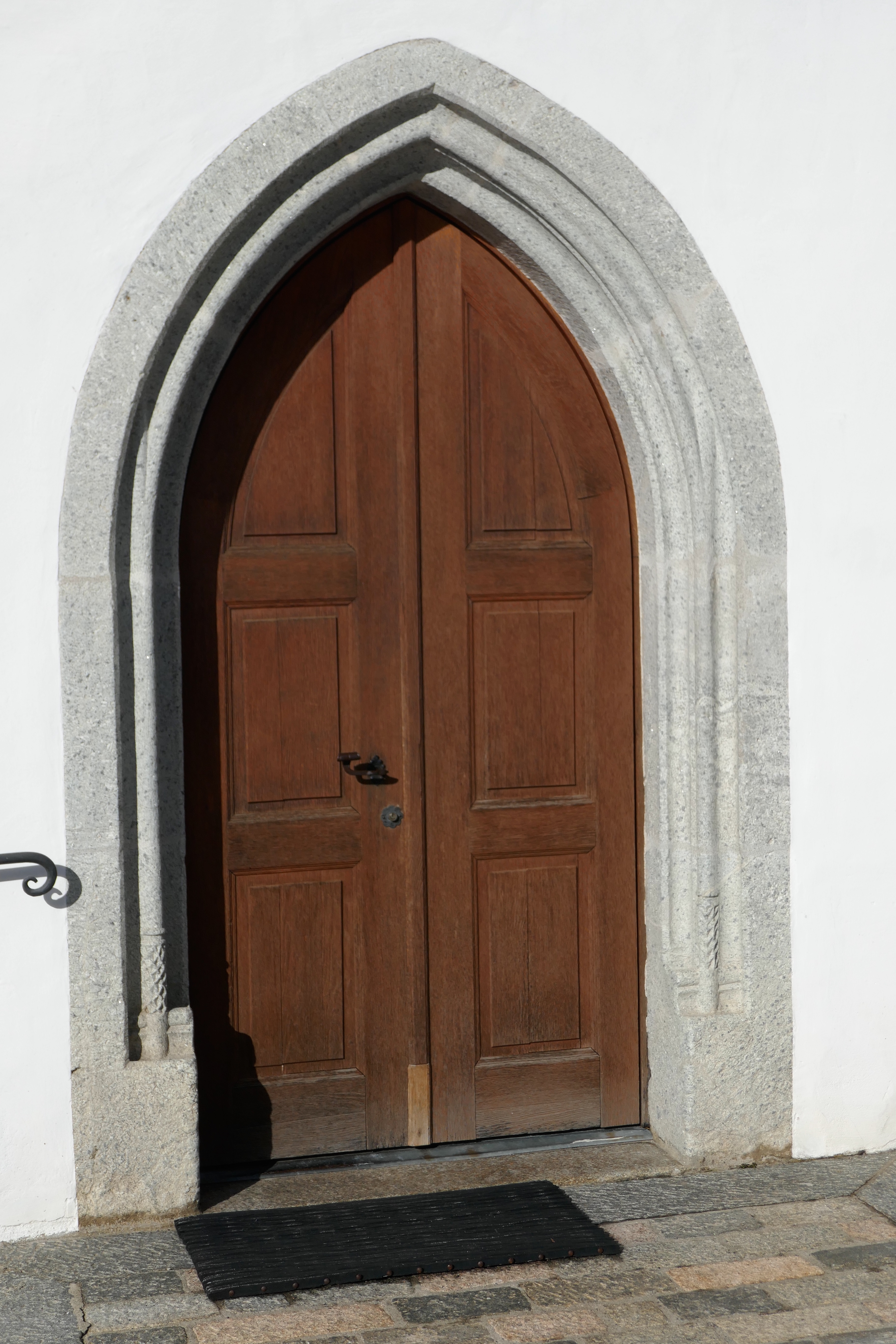
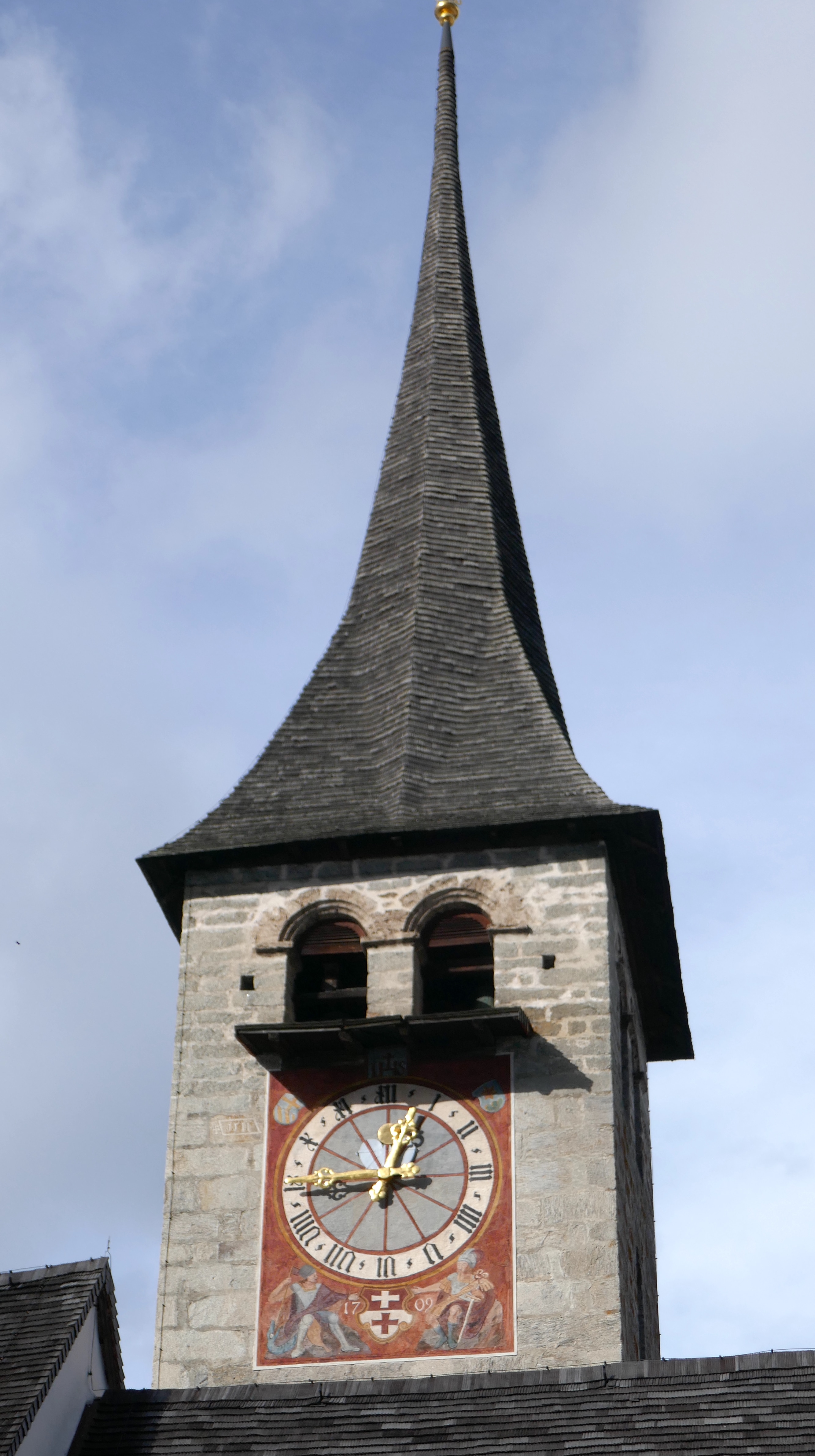
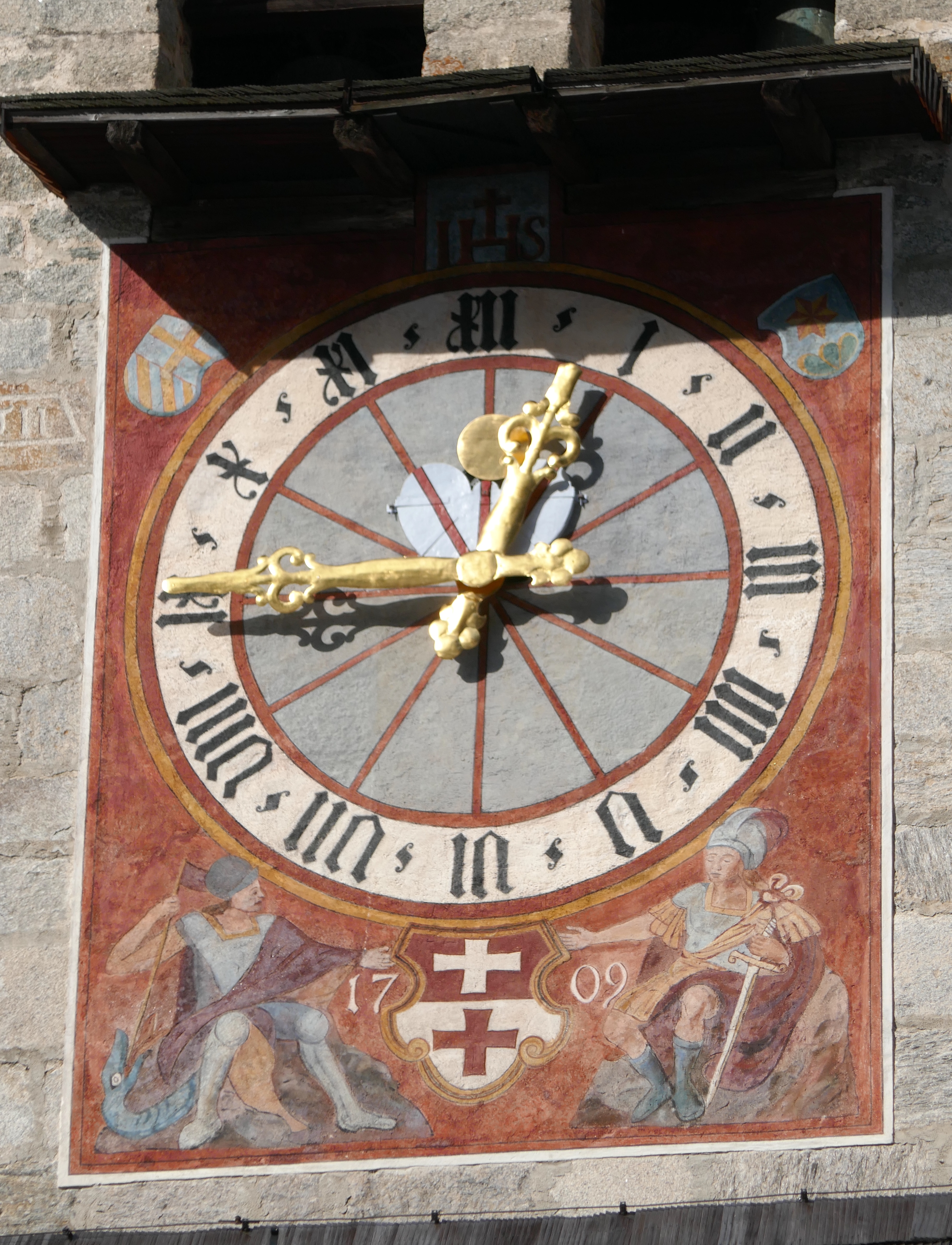

## Glocken
Im Kirchturm hängt ein Glockengeläut mit sieben Glocken.
| Glocke | Giesser                  | Gussjahr | Gewicht | Schlagton |
| ------ | ------------------------ | -------- | ------- | --------- |
| 1      | Jean-Baptiste Chrétienot | 1736     | 1850 kg | des'      |
| 2      | H. Rüetschi AG, Aarau    | 1925     | 1308 kg | es'       |
| 3      | H. Rüetschi AG, Aarau    | 1925     | 774 kg  | ges'      |
| 4      |                          | 1522     | 630 kg  | as'       |
| 5      | Gustave Tréboux, Vevey   | 1868     | 300 kg  | b'        |
| 6      | Gustave Tréboux, Vevey   | 1869     |         | c"        |
| 7      |                          | 1414     |         | a"        |

## Innenausstattung
Das Kirchenschiff wurde unter dem Pfarrer Ignaz Mengis zwischen 1862 und 1865 neugotisch umgestaltet. Die Pläne dafür stammen von Antonio Croci aus Mendrissio und wurden vom Baumeister Silvestre Ramoni von Brig ausgeführt. Diese Veränderung wurde anlässlich der Innen- und Aussenrestauriung der Kirche zwischen 1964 und 1968 vom Architekten Amédée Cachin von Brig unter der Leitung Alfred A. Schmid von der Eidgenössischen Denkmalpflege rückgängig gemacht. Um den Zustand vor der Renovation 1865 herstellen zu können, wurde neben den gefundenen Spuren auch auf die Chronik des Joseph Schmid († 1923) zurückgegriffen.

### Hochaltar
Der Vorgängeraltar aus dem Jahre 1525 wurde anlässlich einer Visitation 1754 bemängelt, so dass eine bischöfliche Verfügung erlassen wurde, dass der Altar binnen drei Jahren zu ersetzen sei. Am 24. August wurde mit Aton Sigristen und Placy Schmidt aus Disentis und dem Johan Caspar Leser aus St. Gallen, wohnhaft in Sitten, ein Vertrag über die Neuanfertigung geschlossen. Das erste Altarblatt wurde von Joseph-Domenico Rabiato im Jahre 1764 geschaffen. Der Altar wurde am 10. August 1765 geweiht. Das zweite Altarblatt wurde Mitte des 19. Jahrhunderts geschaffen. Nach der Restaurierung des Hochaltars 1967/68 wurde das erste Altarblatt wieder eingesetzt.

### Orgel
Die Orgel auf der Empore im hinteren Teil der Kirche wurde 1679/80 durch den Orgelbauer Christoph Aebi gebaut. Sie hatte ursprünglich 11 Register, die von einem Manual und Pedal angespielt wurden. Im Laufe der Jahrhunderte wurden verschiedentlich Renovierungen, Veränderungen und Umbauten von diversen Orgelbauern vorgenommen. 1968 erfolgte eine Restaurierung und Rekonstruktion durch Orgelbauer J. Füglister, der auch 2005 eine Renovierung vornahm. Das Instrument hat nun 13 Register.

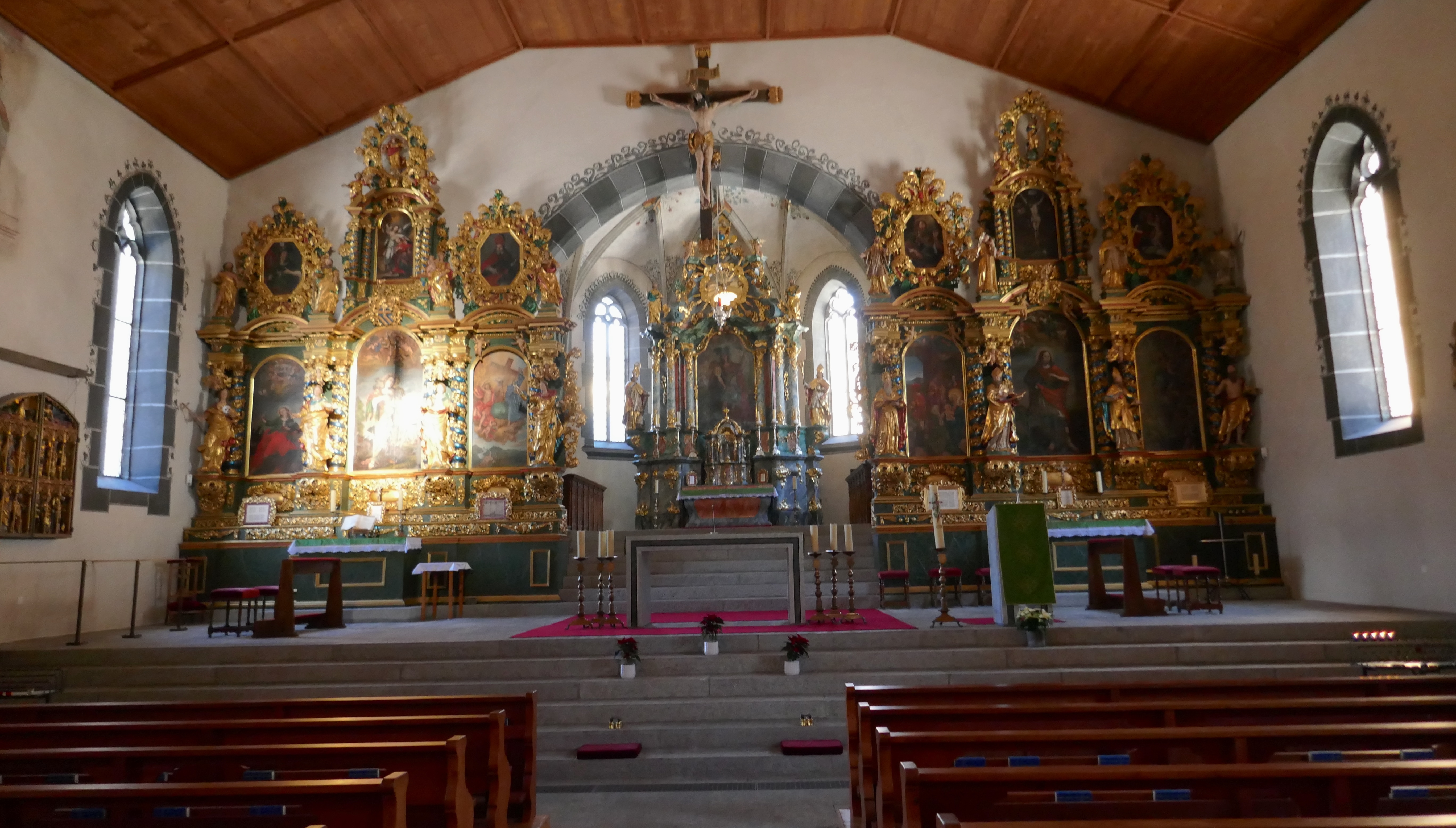
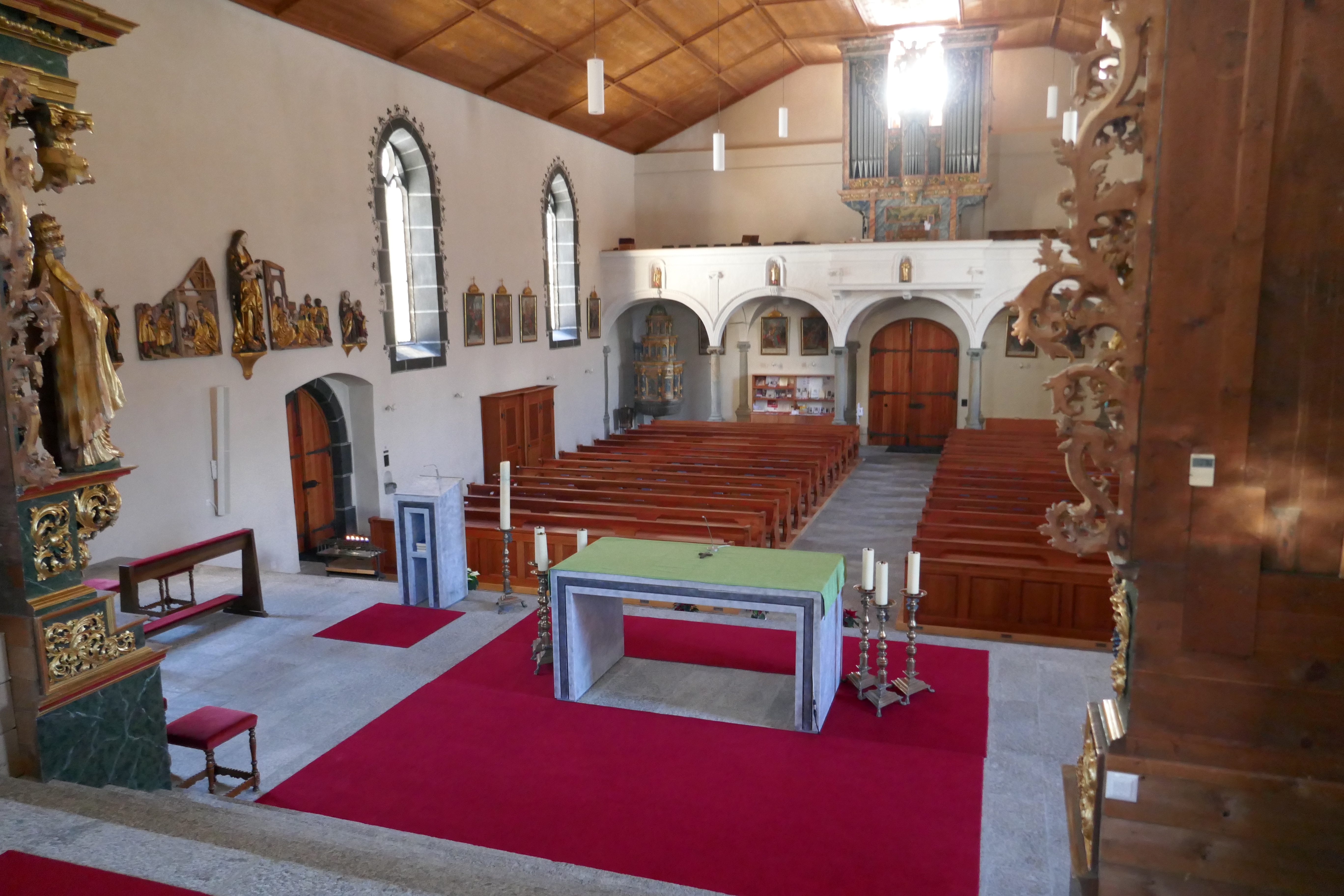
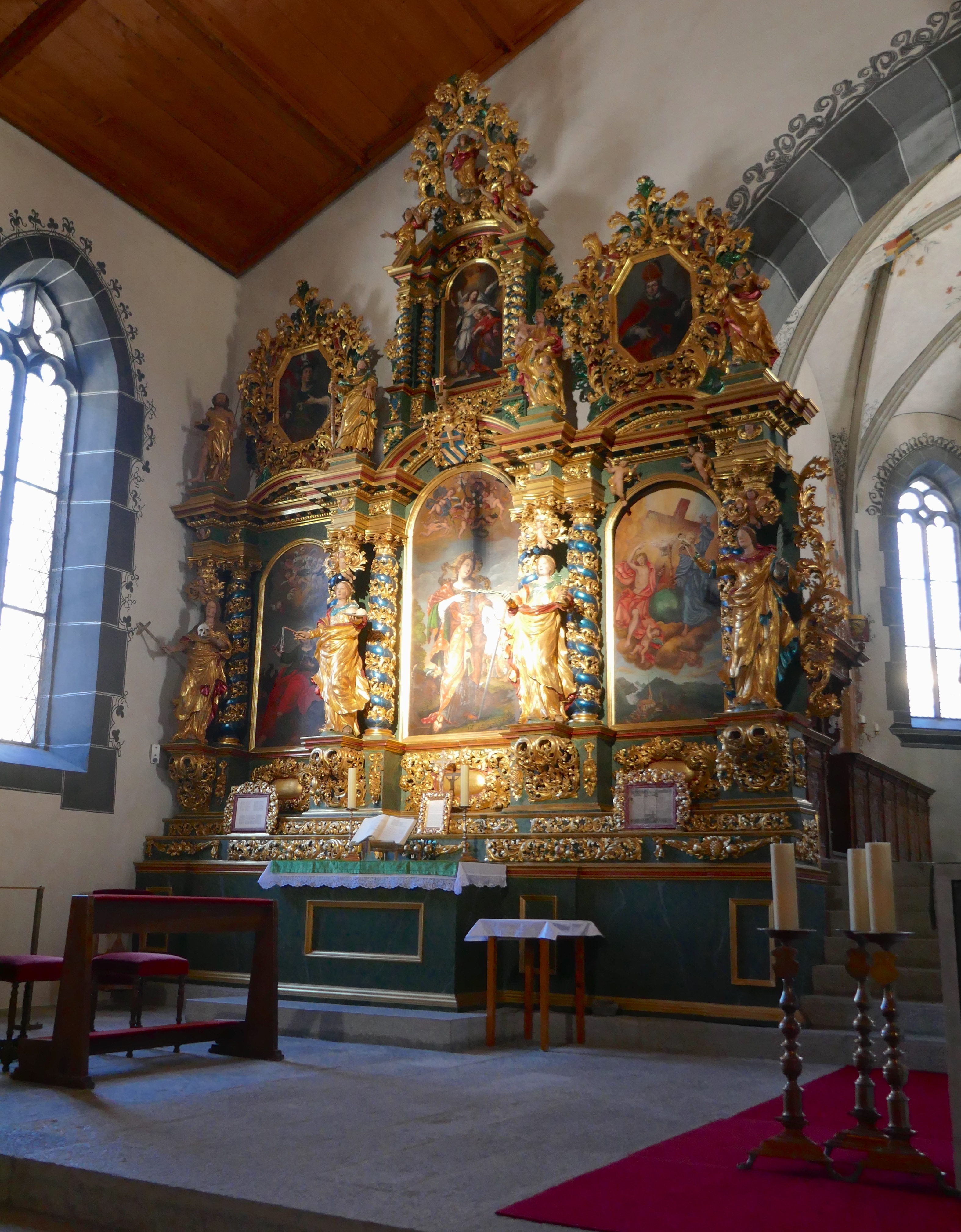
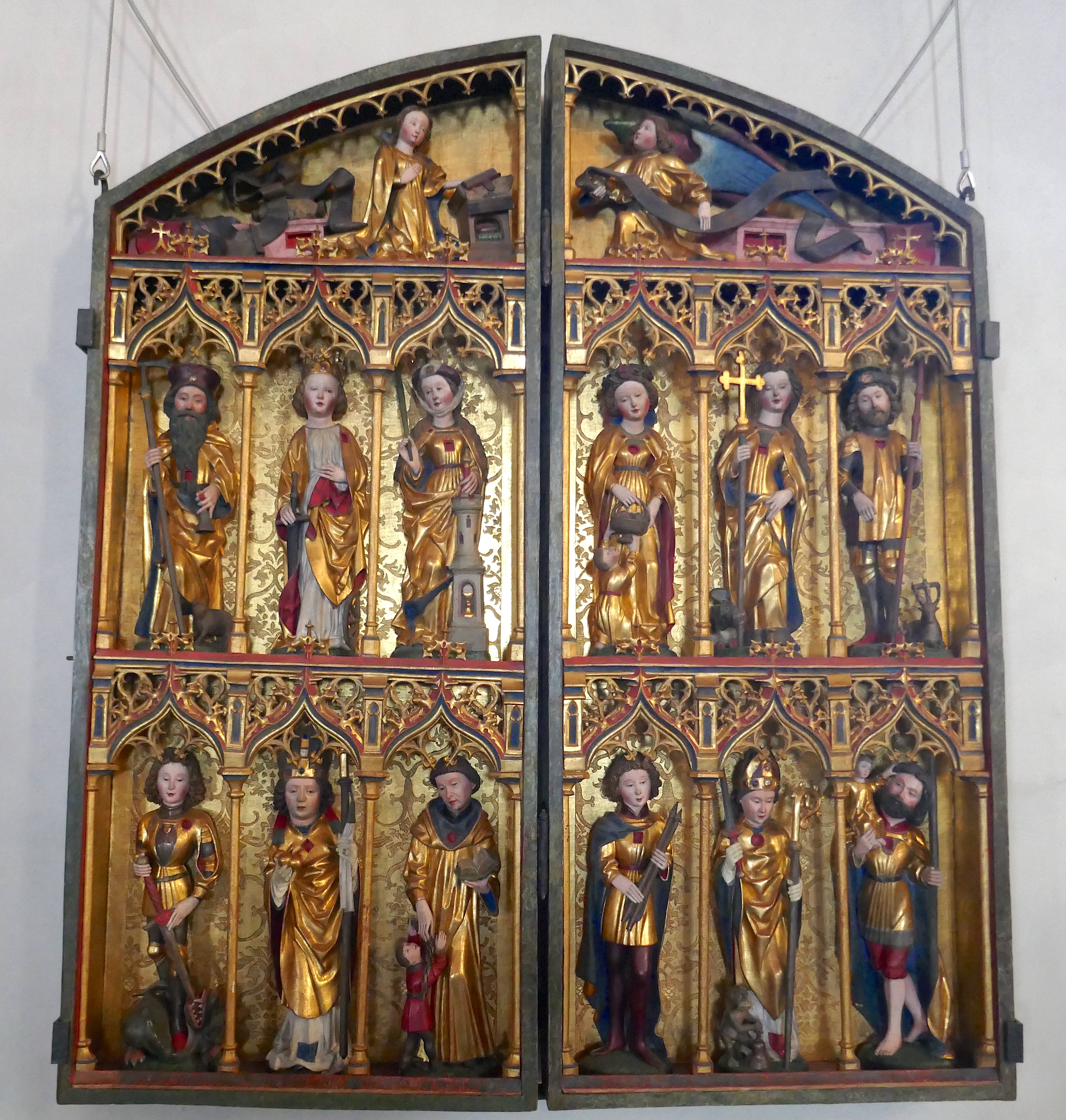
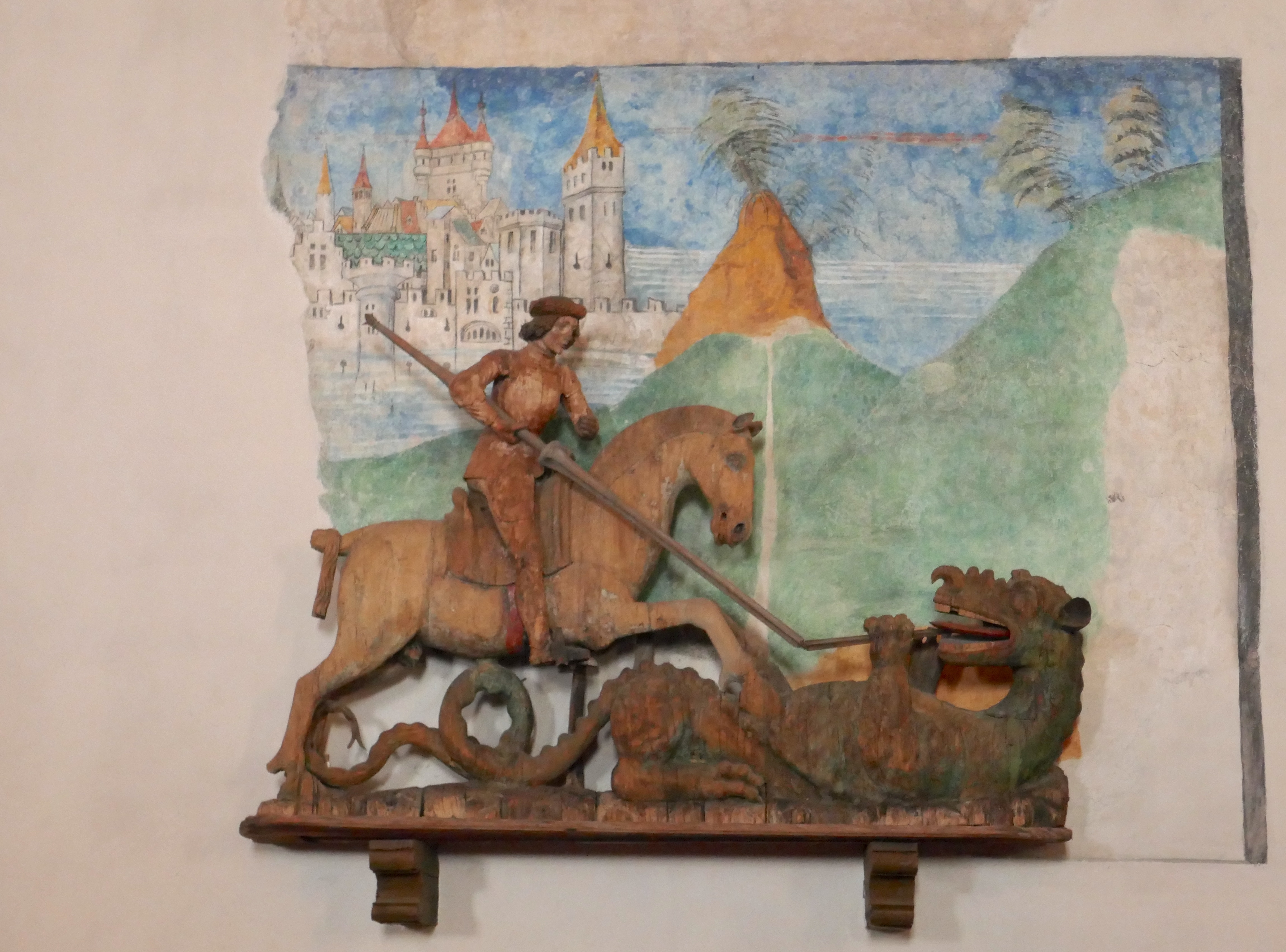
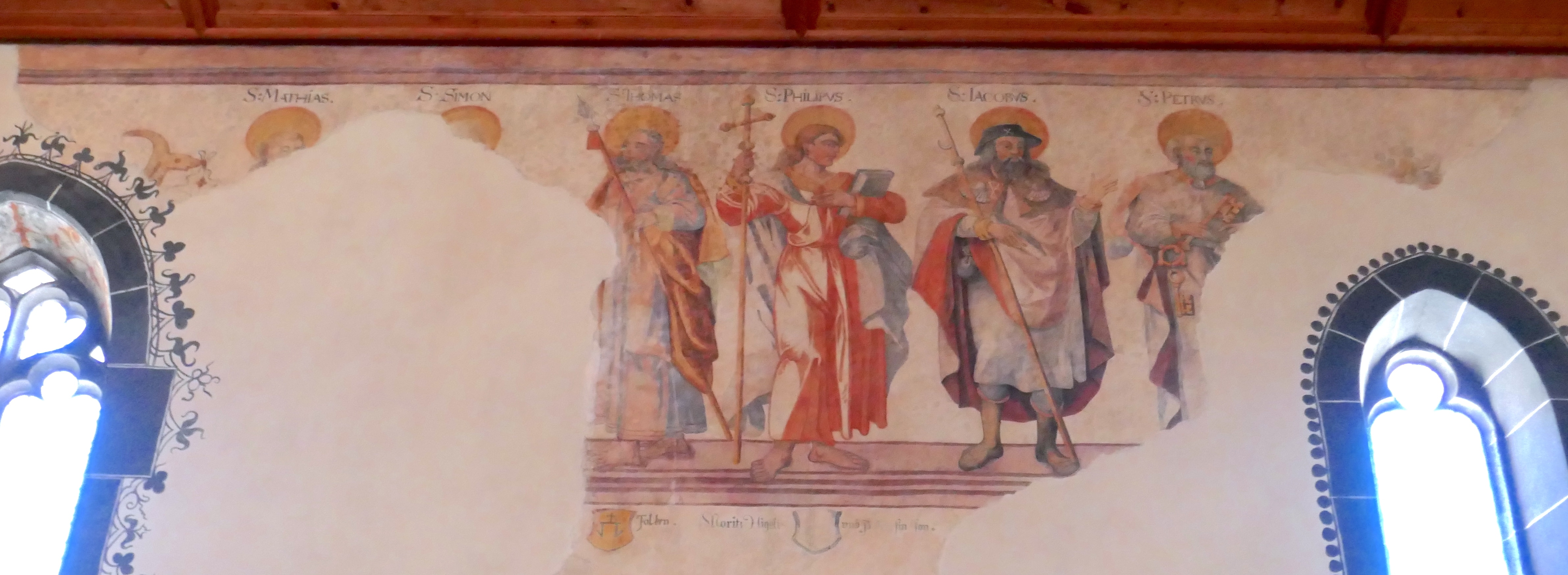
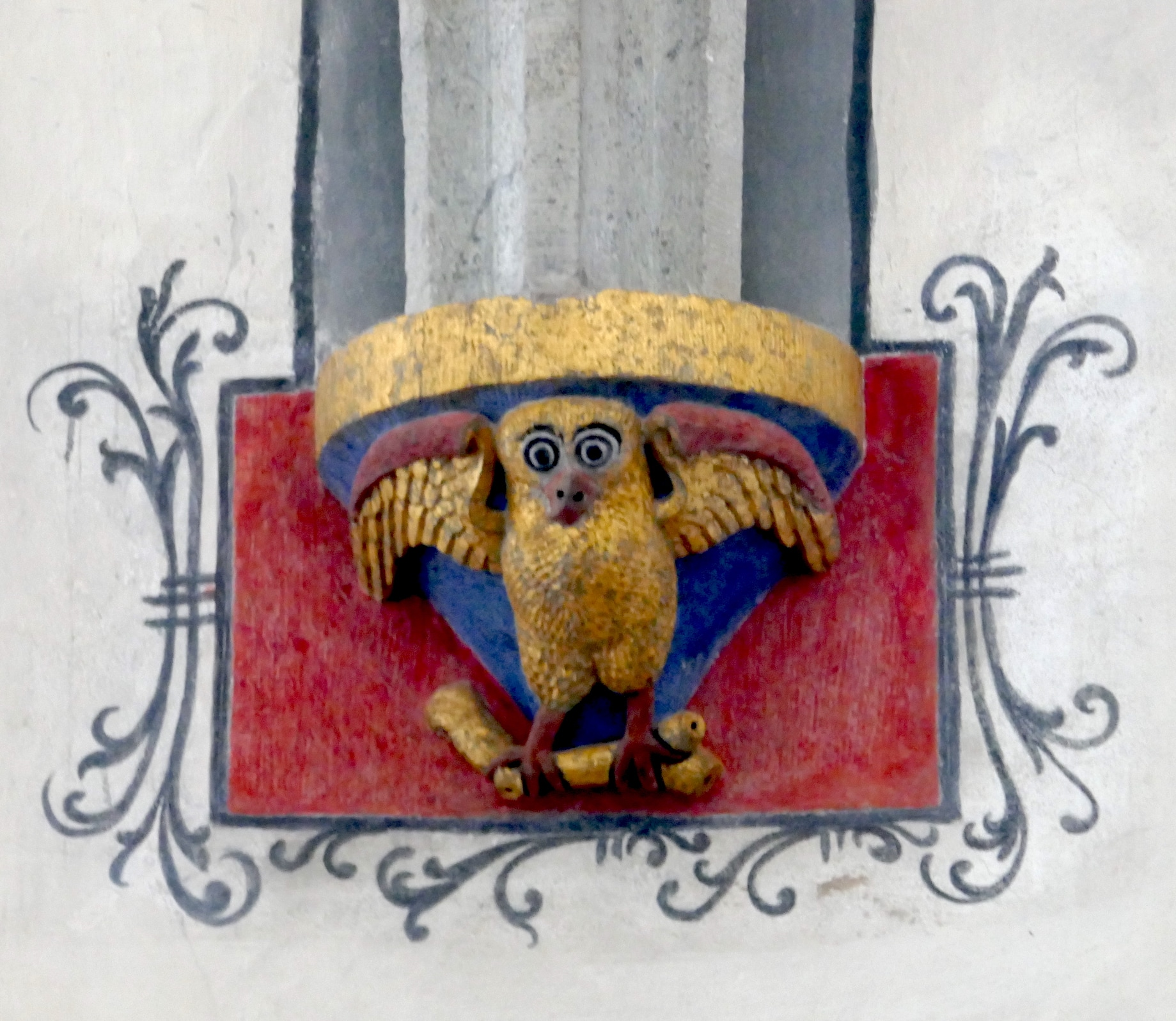
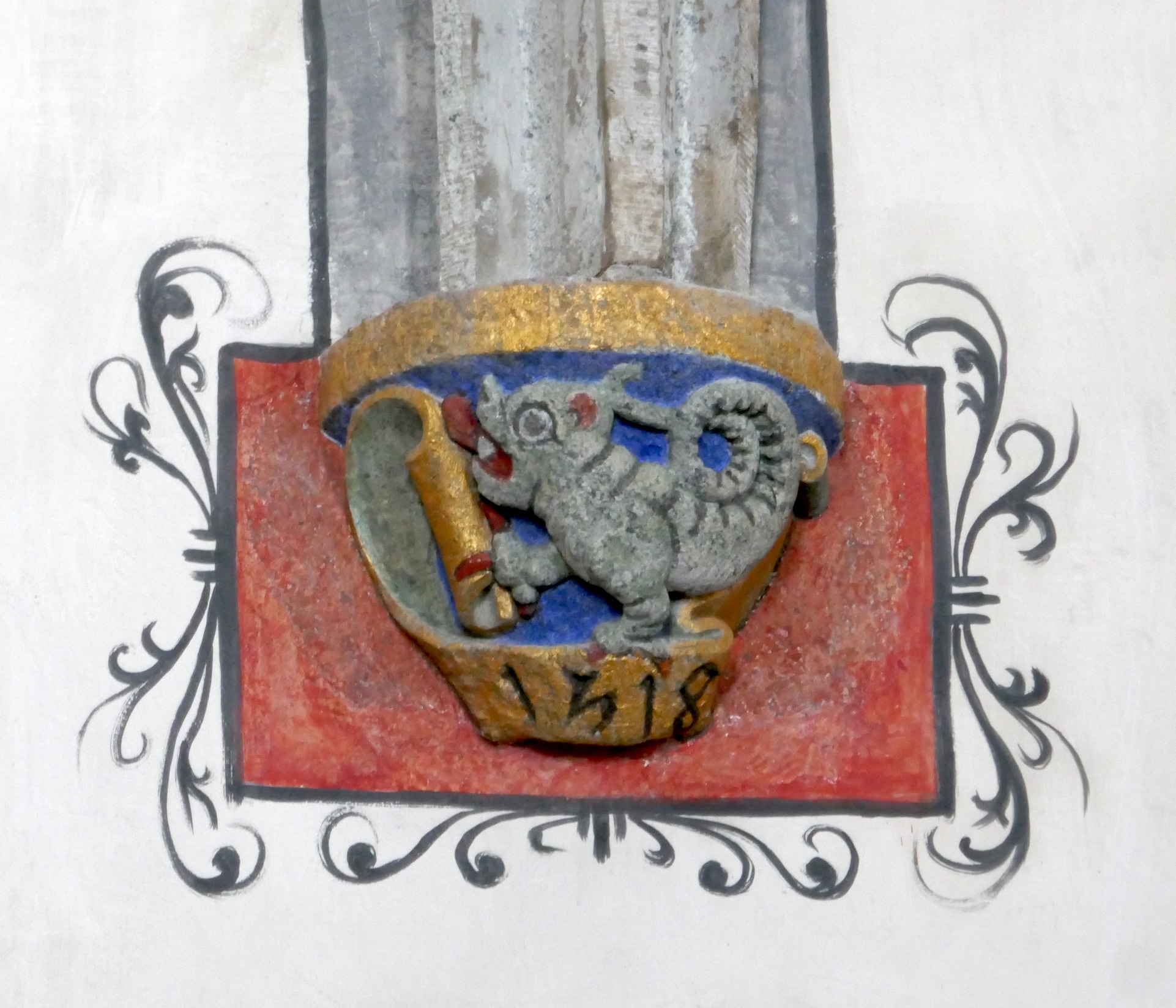
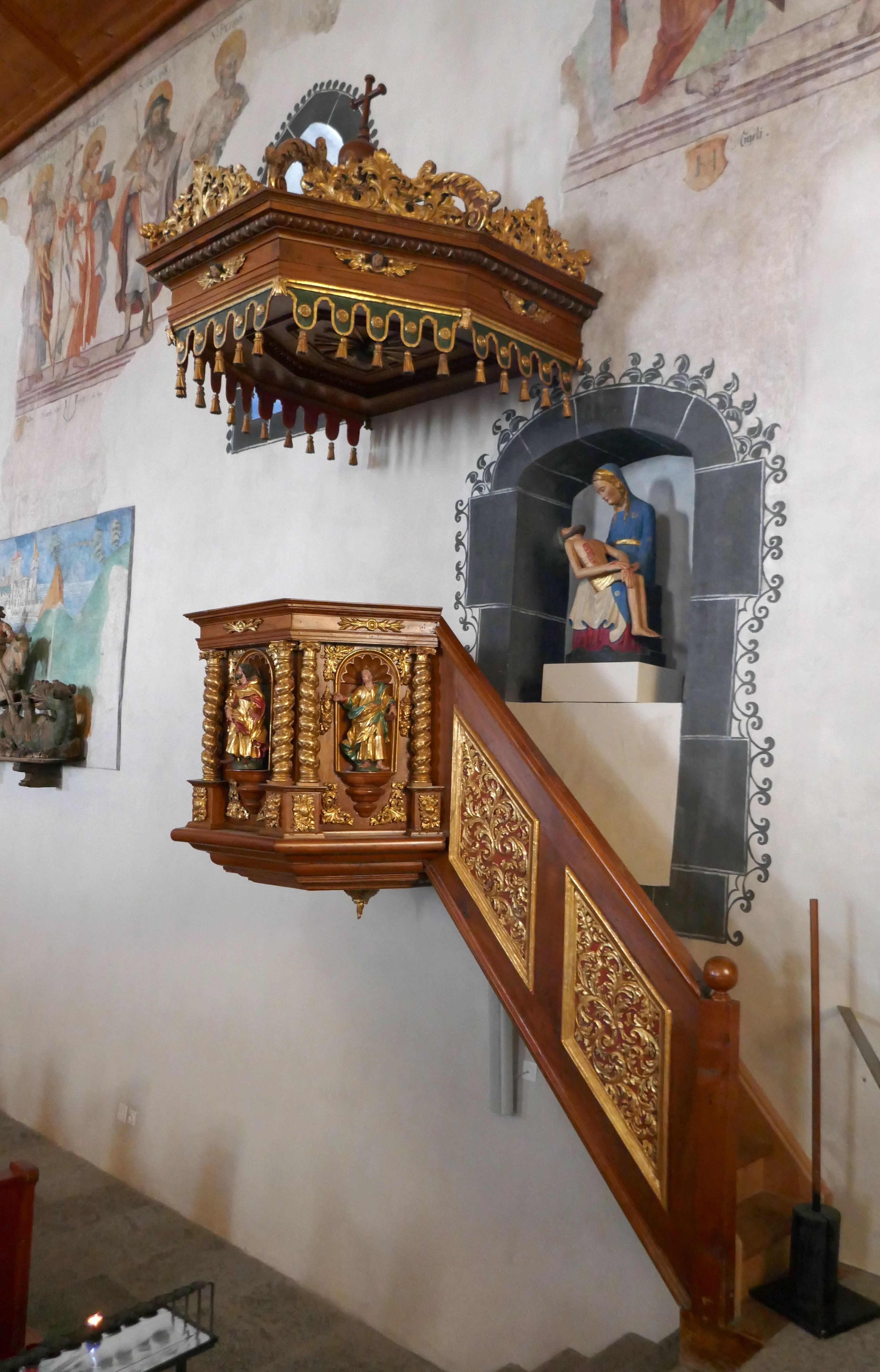
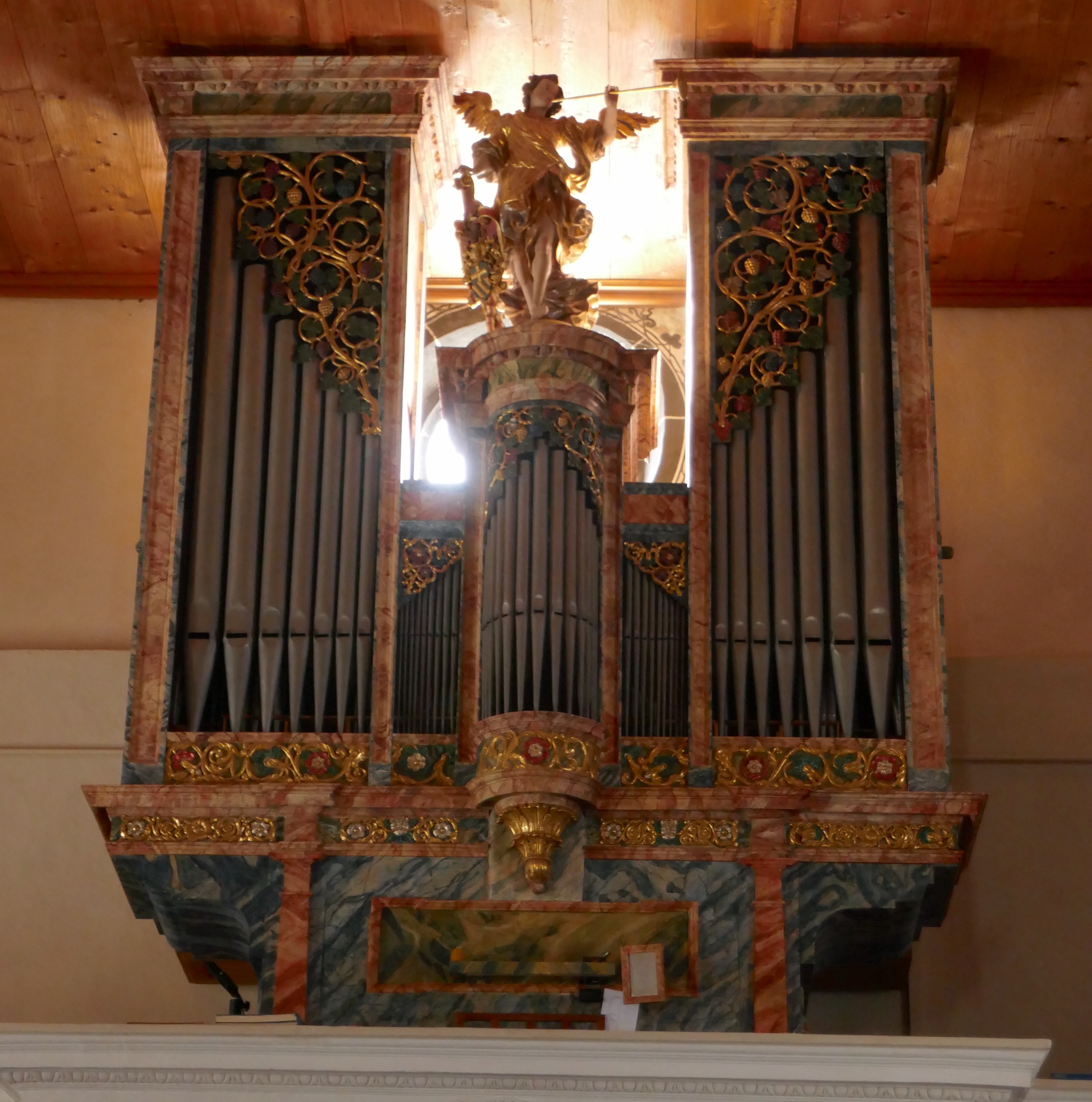